# JRA MUSIC TURF
JRA MUSIC TURF（ジェイアールエー ミュージック・ターフ）は、千葉県のFMラジオ局・ベイエフエム(bayfm)で2000年から2011年まで毎週土曜日18：00～18：55まで放送されていた、中央競馬に関する情報番組である。スポンサーは日本中央競馬会(JRA)。
ちなみに当番組の前番組は、ミュージシャンKATSUMIがパーソナリティをつとめた『JRA Presents DOUBLE FACE』だったが、JRAがスポンサーにもかかわらず、競馬情報は皆無だった。

## 概要
DJは竹山まゆみ。初心者にも分かりやすく競馬の魅力や楽しさをレクチャーすることをコンセプトに、主に放送翌日の日曜日に行われる重賞競走の解説や過去のデータ、そして竹山自身の予想などを交えながらトークを行う。
競馬評論家・水上学→元ジョッキーの細江純子が回答する聴取者からの質問コーナーが有り、GI競走の前日には予想も披露された。
bayfmと同じ千葉県にJRAの中山競馬場がある関係から、同競馬場での番組出演者との競馬観戦イベントなども開催された。2005年以降は有馬記念の前夜には、中山競馬場からの公開生放送も行っていた。レギュラー放送終了後となった2011年以降の有馬記念では、開催日前々日となる金曜日のBAY LINE GO!GO!の放送の代わりに「SUPER MUSIC TURF」と称した特別番組が放送されることによって引き継がれている。
2010年で放送開始から10周年に突入したが、2011年3月26日で放送終了。
番組終了後も中山競馬場で行われるbayfm主催の競馬初心者教室の名前やイベントの名前に「JRA MUSIC TURF」が使われている。
コンセプトはやはり竹山が担当する「EMOTIONAL STORY 中山競馬場 2017」に引き継がれている。

## スタッフ
- 入江たのし

## その他
- オープニングテーマはT-SQUAREの「OMENS OF LOVE」である。